# Jåo nåo e ja jåo yolo ja nåo
Jåo nåo e ja jåo yolo ja nåo (fil) är en låt skriven av den finlandssvenska gruppen Kaj, den utgavs 2014 och ledde till deras genombrott i hela Svenskfinland.  Musiken är producerad i samarbete med Janne Hyöty. Den finns med på albumet Lokalproducerat pjas från 2014. Låtens tema är en man på över 50 år från Pensala som vill känna sig ung igen. Musikvideon på Youtube har i juni 2025 över två miljoner visningar.

## Historik
När Yle X3Ms Nicke Aldén intervjuade gruppen, beskrev han låten som "en finlandssvensk sommarplåga".

## Musikvideo
Musikvideon visar Jakob Norrgård som berättare i en historia om en 50-årig man från byn Pensala (spelad av Kevin Holmström) som vill känna sig ung och vild igen. Efter att ha lagt sina barn ljuger han för sin fru (även spelad av Norrgård) om att han har ett viktigt affärsmöte som kan pågå hela natten ("kan ta ti månin"). Därefter tar han en taxi till en nattklubb.
Väl på klubben börjar mannen flirta med en ung kvinna vid namn Daisy (spelad av Axel Åhman), bjuder henne på drinkar och dansar med henne. Han inser snart att Daisy är dotter till hans vänner Tom och Gunilla, och blir djupt generad över situationen. En dörrvakt (också spelad av Åhman) närmar sig mannen och ber honom lämna klubben på grund av hans pinsamma beteende. Mannen protesterar, springer därifrån och stjäl DJ:ns mikrofon.
Med mikrofonen i hand håller han ett spontant tal för klubbens besökare där han berättar om sin ungdom, om att dricka hembränt på fester och hur praktiskt kunnande en gång i tiden betraktades som "coolt". Därefter går han hem.
Nästa morgon kommer mannens fru in med en kopp kaffe och meddelar att hon har bjudit in Tom och Gunilla på besök. Musikvideon avslutas med att mannen säger: "Neee, ne itt ere väl lege för he.".

## Dialektala ord och uttryck
Tungvrickaren Jåo nåo e ja jåo yolo ja nåo (ordagrant: Jo, nog är jag ju yolo jag, nog) är Vörådialekt och uppstod som ett ordskämt i samband med premiärföreställningen av Pjäs elo pjas på Wasa Teater: "Vad sa den 50-åriga Pensalbon som ännu kände sig ung och crazy? Jåo nåo e ja jåo YOLO ja nåo!" Det låter som en  technolåt, tänkte gruppen. 
I låttexten ingår ett antal icke självklara ord. "Månin" är bestämd form av morgonen. "Magapollon" är enligt Ordbok över Finlands svenska folkmål ett uttryck för magen i allmänhet, men torde här syfta på naveln. "I kadusin" är brukligt även i södra Finland och betyder "berusad"..

### Övriga dialektala särdrag
Liksom de flesta verk av gruppen Kaj präglas också Jåo nåo e ja jåo yolo ja nåo av dialektala östsvenska särdrag. De analyseras i Språkbruk (en populärvetenskaplig webbtidskrift om språk utgiven av Institutet för de inhemska språken) av Martin Persson, doktorand i nordiska språk vid Stockholms universitet:
- Uttal av ng-ljudet med hörbart g, alltså [ŋɡ]: Fast ni tycker ni e ongg å gälin (’Även om ni tycker att ni är unga och galna')
- Primära diftonger: Ja bjöud in Tom å Gunilla ida! (’Jag bjöd in Tom och Gunilla idag.’)
- Aktiv användning av det i standardsvenskan ålderdomliga verbet 'varda' (bliva, ty. 'werden'): Varannan vatten tå nain vart blind (’Varannan vatten då någon blev blind’), även i infinitiv Ikväll ska pappa var i kadusin (’Ikväll ska pappa bli berusad’) och presens An smeit iväg nu var e fest (’Han smet iväg. Nu blir det fest.’)
- Användning av bestämd form i partitiv betydelse (dvs. när det är tal om en obestämd mängd av något): Å dricker shottan ur magapollon (’Och dricker shottar ur naveln’)
- Användning av kort o-ljud i stället för kort u-ljud, liksom i Skåne: Fast ni tycker ni e ongg å gälin ('Även om ni finner er vara unga och galna')
- Svaga femininer: hickon, flickon, tållo (’klump, härva’), magapollon (’naveln’)

## Bildgalleri

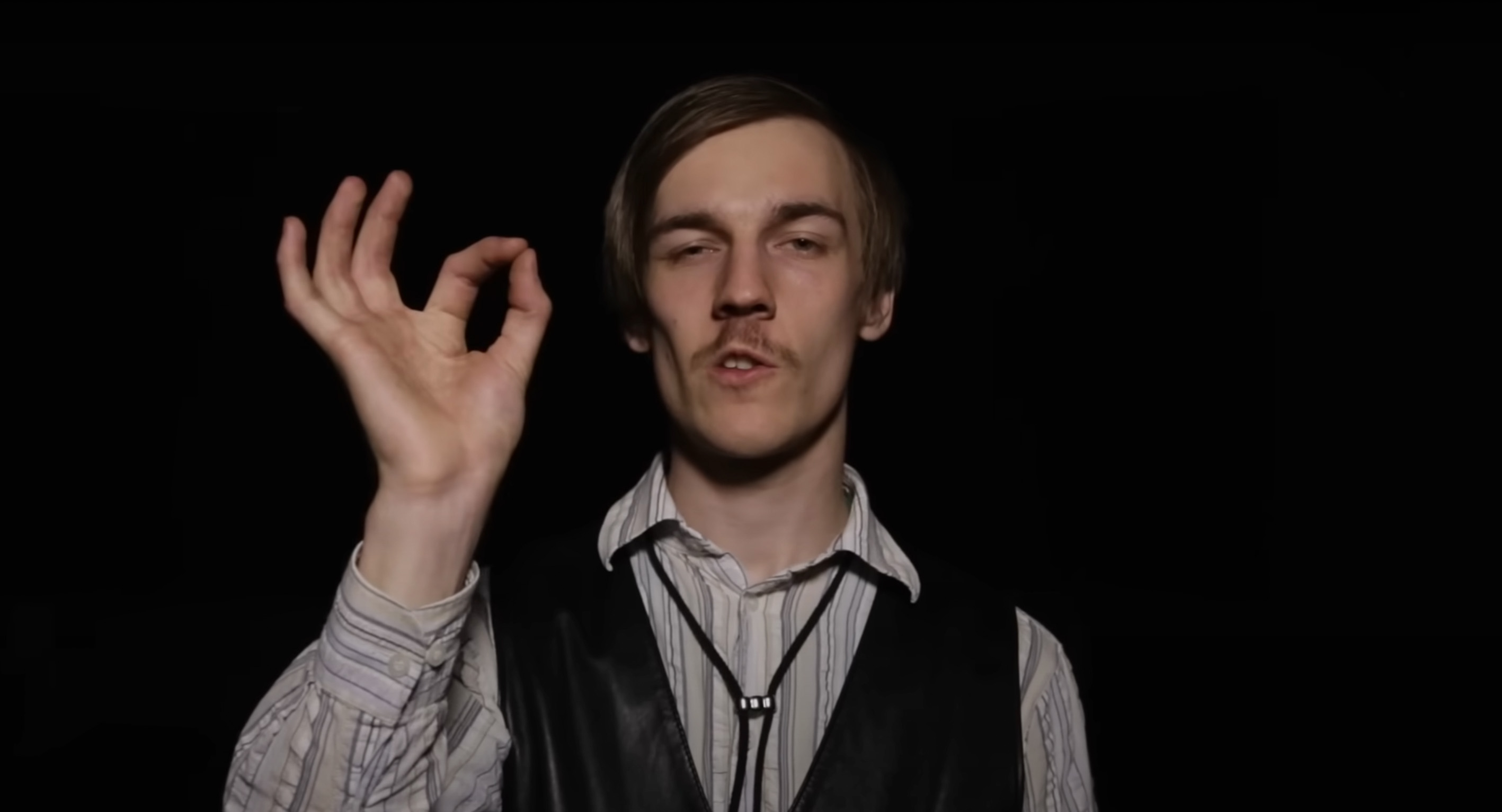
En Pensalbo